# 上海大学悉尼工商学院
上海大学悉尼工商学院（SILC Business School，Shanghai University）是中華人民共和國上海市一家商学院以及上海大學二級學院，也是該國最早的中外合作商學院，合作方为上海大學和悉尼科技大学，辦學地址位於上海大學寶山校區。上海大学悉尼工商学院成立於1994年。

## 外部鏈接
- 官方网站